# Johann von Luxemburg-Ligny

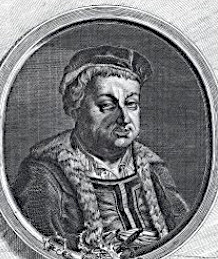
Johann von Luxemburg-Ligny

Johann von Luxemburg-Ligny (* um 1342; † 4. April 1373 in Eltville) war ab 1365 Bischof von Straßburg, ab 1371 Erzbischof von Mainz und Reichslandvogt in der Wetterau.

## Leben
Johann stammte aus der Seitenlinie Ligny des Hauses Luxemburg. Sein Vater war Graf Johann von Luxemburg-Ligny († 1364), seine Mutter war Alix von Flandern († 1346) aus dem Haus Dampierre.
Johann trat früh in den geistlichen Stand ein und erhielt 1355 ein Domdekanat in Trier. In der Mainzer Chronik wird er als unbedeutende und im Regieren ungeschickte Persönlichkeit geschildert. Er war vor allem ein politisches Instrument von Karl IV. aus dem Haus Böhmen-Luxemburg. Auf Betreiben des Kaisers wurde Johann 1365 Bischof in Straßburg. Später versuchte Karl IV., an Stelle von Kuno II. von Falkenstein Johann zum Erzbischof in Trier zu machen. Dies scheiterte am Widerstand Kunos. Auch der Versuch, Johann zum Erzbischof von Köln zu machen, scheiterte.
Dem Kaiser gelang es dagegen, Johann 1371 als Erzbischof von Mainz durchzusetzen. Außerdem wurde er zum Reichslandvogt in der Wetterau ernannt. In diesem Gebiet und in Thüringen trat er im Auftrag des Kaisers als Friedensstifter auf.
Nach einer etwa zweijährigen Amtszeit als Erzbischof starb er. Wegen seines überraschenden Todes kamen Gerüchte über einen Giftmord durch Adolf von Nassau auf. Begraben wurde Johann im Kloster Eberbach, vermutlich im Schiff der Klosterkirche vor den Stufen des Chores. Eine Grabplatte zeigte den Erzbischof im Ornat seines Amtes mit der Mitra auf dem Kopf und einem Bischofsstab. Das Bildnis wurde in den 1830er Jahren zerstört.